# Stavanger vasútállomás
A Stavanger vasútállomás (norvégul: Stavanger stasjon) vasútállomás Stavanger községben, a norvég Rogaland megyében. Stavanger város központjában található, és ez a Sørlandet vonal végállomása. Az állomásról regionális vonatok indulnak Kristiansandba és a Jæren irányba.
Oslótól 598,7 km-re található.

### Története
A terület, ahol az állomás épülete található, eredetileg Adamsmarkennek hívták, és Kannik területéhez tartozik. Az állomást 1872-ben nyitották meg a Jæren vonal részeként Stavangertől Egersundig. 1944-ben a Sørlandet vonal része lett, amikor Egersund-ot és Kristiansand-ot összekötötték. A Norsk Spisevognselskap által az állomás melletti laktanyában 1946. június 15-én éttermet hoztak létre. Az állomás előtt buszpályaudvar, valamint a közelben hajó- és kompkikötő található.